# Datation traditionnelle du Japon
Le système de datation traditionnelle du Japon est celui utilisé par les premières chroniques japonaises écrites (telles que le  Kojiki et le Nihon Shoki) pour dater des événements décrits dans les légendes et ayant eu lieu à l'époque préhistorique et aux premiers temps historiques. Datation basée sur les dates de règnes des empereurs du Japon, les recherches scientifiques modernes ont permis de déterminer que ces dates ne sont pas crédibles et ne reposent sur aucun fondement réel.

## Décalage entre la datation traditionnelle et la réalité
La datation traditionnelle tend en particulier à gonfler le nombre d'années de règne des premiers empereurs, ce qui augmente artificiellement la durée d'existence du Japon. L'État japonais (ou son noyau et sa dynastie) n'ont ainsi pas été fondés en -660, mais beaucoup plus tard, probablement durant les premiers siècles de l'ère chrétienne.
Les dates traditionnelles commencent à correspondre assez bien avec l'histoire réelle à partir de la fin du VIe siècle. Les dates données pour ce siècle, et peut-être le précédent, ne sont sans doute pas incorrectes de beaucoup, et seulement un peu décalées vers le passé.
Par exemple, le dirigeant Hondawake Mikoto (plus tard connu sous le nom d'empereur Ōjin), se voit assigner pour dates de règne traditionnelles 270 à 310, et 200 pour dates de naissance. Sa naissance est supposée avoir eu lieu trois ans après la mort de son père. Selon cette chronologie, il commence à régner à l'âge de 70 ans, et meurt à l'âge de 110. La grossesse de sa mère dure au moins trois ans. Aucune de ces dates traditionnelles concernant sa vie et son règne n'ont de base historique réelle. Actuellement, on estime que son règne a eu lieu quelque part au début du Ve siècle.

## Origine
Selon Edwin O. Reischauer, ce système résulte de la volonté des historiens et politiciens du VIIe ou VIIIe siècle de se doter d'une dynastie ancienne et aussi légitime que celle régnant alors sur l'Empire du Milieu. Concernant la date supposée de fondation du Japon (-660), il note qu'elle « a sans doute été arrêtée au début du VIIe siècle en défalquant 1260 années, ce qui correspond à une période cyclique dans les chronologies chinoises ».

## Sources
- (en) Cet article est partiellement ou en totalité issu de l’article de Wikipédia en anglais intitulé « Japanese TD » (voir la liste des auteurs).